# نيديليكو بولاتوفيتش
نيديليكو بولاتوفيتش هو لاعب كرة قدم ومدرب كرة قدم صربي في مركز الوسط، ولد في 19 أبريل 1938 في نوفي ساد في صربيا. لعب مع انسخيده بويز وإن إي سي نيميخن وتفينتي أنشخيدة وفورتونا سيتارد ونادي سيدني يونايتد 58 ونادي فويفودينا ونادي كارنتين.